# S-18986
S-18986 es un fármaco ampakina relacionado con la ciclotiazida, cuyos estudios en animales han demostrado poseer efectos nootrópicos y neuroprotectores, induciendo tanto la producción de BDNF como de mediadores-AMPA liberando noradrenalina y acetilcolina en el hipocampo y corteza frontal del cerebro.